# Asota euroa
Asota euroa là một loài bướm đêm trong họ Erebidae.